# Nekla
Nekla é um município da Polônia, na voivodia da Grande Polônia e no condado de Września. Estende-se por uma área de 9,79 km², com 3 712 habitantes, segundo os censos de 2016, com uma densidade de 187,6 hab/km².